# Тери Звигоф
Тери Звигоф (Еплтон, 18. мај 1949) амерички је филмски стваралац чији се рад често бави неуклопљеним појединцима, антихеројима и темом отуђења.
Првобитно је привукао пажњу својим радом на документарном филму са Луи Блуи (1985) и Крамб (1995). Након Крамба, Звигоф је наставио да пише и режира игране игране филмове, укључујући Свет духова (2001) и Неваљали Деда Мраз (2003).

## Биографија
Звигоф је рођен у Еплтону, Висконсин, у јеврејској породици фармера који су продавали млеко. Одрастао је у Чикагу.
Звигоф се преселио у Сан Франциско 1970-их и упознао цртача Роберта Крамба, који је делио његово интересовање за предратну музику америчких корена. Звигоф, који свира виолончело и мандолину (као и тестеру), придружио се Крамбовом гудачком бенду R. Crumb & His Cheap Suit Serenaders, са којим је снимио неколико плоча.
Његово пријатељство са Крамбом довело је до његовог укључивања у андерграунд сцену стрипова. У почетку је уређивао једнократни Funny Aminals (1972), револуционарни стрип у којем је Арт Шпигелман први пут представио ликове и теме које ће постати окосница Мауса. У периоду 1972–1973, Звигоф је управљао са Golden Gate Publishing, фирмом која се бавила продајом и издавањем андерграунд стрипова (који се налази у улици Бразил 429 у Сан Франциску). Golden Gate Publishing је током овог периода објавио три стрипа, од којих су сви у великој мери приказивали Крамбов рад:
- The People's Comics(септ. 1972)
- Turned On Cuties (1972) – 28 стр.
- Artistic Comics (мар. 1973) – 68 стр.

Звигоф је започео своју филмску каријеру снимајући документарне филмове, почевши од Лоуи Блуи из 1985. године, једночасовног документарца о блузеру Хауарду Армстронгу.
Звигоф је девет година радио на документарцу о Р. Крамбу и његова два брата. За свој живот током девет година Звигоф је рекао: „Имао сам просечан приход од око 200 долара месечно и живео сам са толико јаким боловима у леђима да сам провео три године са напуњеним пиштољем на јастук поред мог кревета, покушавајући да преломим да се убијем." Завршио је Крамб 1994; филм који је хваљен од стране критике освојио је велику награду жирија на филмском фестивалу у Санденсу, награду ДГА, награду круга филмских критичара Њујорка, награду филмских критичара ЛА, и Национално друштво за филм Награда критике. Поред тога, критичар Џин Сискел прогласио је Крамб најбољим филмом 1995. као и десет других великих филмских критичара. Појавио се на преко 150 десет најбољих листа важних критичара. Када Крамб није успео да добије номинацију за Оскара, дошло је до негодовања медија који су приморали Академију филмске уметности и науке да преуреди свој процес номинације документарног филма којим су раније доминирали дистрибутери документарних филмова.
Звигофљев први играни играни филм била је комедија-драма Свет духова, заснована на истоименом графичком роману Данијела Клоуза. За ово су Звигоф и косценариста Клоуз били номиновани за Оскара за најбољи адаптирани сценарио и освојили наградуСпирит. Свет духова је такође био номинован за две награде Златни глобус и две АФИ награде. USA Today и Вашингтон Пост прогласили су га најбољим филмом године. Свет духова се појавио на преко 150 листи са десет најбољих остварења.
Његов следећи филм била је црна комедија Неваљали Деда Мраз из 2003. чија је звезда, Били Боб Торнтон, номинован за Златни глобус. Снимање филма коштало је 23 милиона долара, а зарадио је преко 76 милиона долара широм света.
Његов последњи дугометражни филм био је Art School Confidential, чије су најпознатије звезде Џон Малкович, Џим Броадбент и Анџелика Хјустон. Филм је требао да буде друга сарадња Звигофа са писцем Данијелом Клоузом.
Звигоф је 2009. године потписао петицију у знак подршке филмском режисеру Роману Поланском, позивајући на његово ослобађање након што је Полански ухапшен у Швајцарској у вези са оптужбом из 1977. за дрогирање и силовање тада 13-годишње девојчице.

### Нереализовани пројекти
Према Вајсу, Звигоф и Роберт Крамб написали су непродуцирани сценарио под називом Сеси.
Звигоф је одбио понуду да режира Елфа (2003) у корист Неваљалог Деда Мраза.
У јулу 2006. објављено је да ће Звигоф написати и режирати филмску адаптацију француског романа Срећни дани Лорана Графа. Џери Стал је требало да заједно са Цвигофом напише сценарио, а филм је требало да продуцирају Џони Деп и Грејем Кинг.
У септембру 2007. објављено је да ће Звигоф режирати и заједно са Данијелом Клоузом писати филм под називом Човек од 40.000 долара за New Line Cinema.
У интервјуу за ИндиВајер 2012. године, Звигоф је тврдио да је покушао да напише и режира филмску адаптацију романа Елмора Леонарда Максимум Боба.
Јуна 2013. објављено је да је Звигоф требао режирати Фреда Армисена у филму који је написао заједно са Мелисом Акселрод под називом Правда за Ала.
У јулу 2013. објављено је да ће Звигоф режирати филм који је написао заједно са Мелисом Акселрод под називом Изгубљена мелодија са Едвардом Р. Пресманом у продукцији и Николасом Кејџом за главну улогу.
Звигоф је у интервјуу за Vanity Fair 2017. године потврдио да је покушао да од непродуцираних сценарија Лема Добса под називом Едвард Форд направи филм са Мајклом Шеноном који је требало да глуми. Према Звигофу, филм никада није снимљен јер је „финансирање пропало“.

## Филмографија
| Година | Наслов                  | Режисер | Продуцент | Сценариста | Напомене                                         |
| ------ | ----------------------- | ------- | --------- | ---------- | ------------------------------------------------ |
| 1985.  | Лоуи Блуи               | Да      | Да        | Не         | Документарни филм                                |
| 1995.  | Крамб                   | Да      | Да        | Не         | Документарни филм                                |
| 2001.  | Свет духова             | Да      | Не        | Да         | Номинован - Оскар за најбољи адаптирани сценарио |
| 2003.  | Неваљали Деда Мраз      | Да      | Не        | Не         |                                                  |
| 2006.  | Art School Confidential | Да      | Не        | Не         |                                                  |
| 2017.  | Budding Prospects       | Да      | Да        | Не         | Amazon Prime Video                               |